# رشید بن حاج
رشید بن حاج (عربی: رشيد بن حاج؛ فرانسوی: Rachid Benhadj‎؛ زادهٔ ۱۲ ژوئیه ۱۹۴۹) کارگردان فیلم اهل الجزایر است.
او ابتدا در مدرسه عالی ملی هنرهای تزئینی در پاریس معماری خواند و سپس به دانشگاه رفت تا در رشتهٔ «سینما» تحصیل کند. وی نقاشی هم می‌کند و چندین فیلم تلویزیونی و مستند هم ساخته‌است که یکی از آنها در سال ۱۹۹۴ برندهٔ «جشنوارهٔ فیلم‌های آفریقایی» در میلان شد. وی سال‌هاست که به ایتالیا مهاجرت کرده و در همان کشور ساکن است و ضمن فیلم‌سازی، به تدریس در مدرسهٔ «اَکت مولتی‌مدیا» در «آکادمی چینه‌چیتا» می‌پردازد.
از میان فیلم‌های او، می‌توان به میرکا اشاره نمود.